# Novela zakona
Novela zakona je poseben zakon o spremembah in/ali dopolnitvah že obstoječega zakona. Z novelo zakona se posodobi ali odpravi pomanjkljivost obstoječega zakona ali pravne ureditve družbenih razmerij.